# Hendrik Herzog
Hendrik Herzog (ur. 2 kwietnia 1969 w Halle) – niemiecki piłkarz występujący na pozycji obrońcy.

## Kariera klubowa
Herzog karierę rozpoczynał jako junior w enerdowskim klubie SG Dynamo Halle-Neustadt. Potem był graczem SG Dynamo Eisleben, a w 1981 roku trafił do Dynama Berlin. W 1986 roku został włączony do jego pierwszej drużyny. Spędził w niej 5 lat. W sumie zagrał w niej 63 razy i zdobył 5 bramek. W 1991 roku, rok po zjednoczeniu Niemiec, przeszedł do FC Schalke 04. 3 sierpnia 1991 w bezbramkowo zremisowanym meczu z Hamburgerem SV zadebiutował w Bundeslidze. Pierwszego gola w Bundeslidze strzelił 25 marca 1994 w wygranym 1:0 spotkaniu z Werderem Brema.
W 1995 roku odszedł do innego pierwszoligowego zespołu - VfB Stuttgart. Pierwszy ligowy mecz zaliczył tam 11 sierpnia 1995 przeciwko KFC Uerdingen 05 (0:0). W sezonie 1996/1997 zdobył z klubem Puchar Niemiec. W ciągu dwóch sezonów w Stuttgarcie rozegrał 44 ligowe spotkania i zdobył 2 bramki.
W 1997 roku podpisał kontrakt z również pierwszoligową Herthą Berlin. Zadebiutował tam 3 sierpnia 1997 w zremisowanym 1:1 ligowym pojedynku z Borussią Dortmund. W Hercie grał przez trzy sezony. Zaliczył tam w sumie 73 ligowe mecze i zdobył 2 gole. W 2000 roku odszedł do beniaminka ekstraklasy - SpVgg Unterhaching. W sezonie 2000/2001 spadł z klubem do 2. Bundesligi. W 2002 roku zakończył karierę.

## Kariera reprezentacyjna
Herzog rozegrał 7 spotkań w reprezentacji NRD. Zadebiutował w niej 26 października 1989 w wygranym 4:0 towarzyskim meczu z Maltą. Po raz ostatni w kadrze zagrał 13 maja 1990 w zremisowanym 3:3 towarzyskim spotkaniu z Brazylią.